# Schwarzenbergové
Schwarzenbergové (počeštěně Švarcenberkové) jsou česko-německo-rakouský  šlechtický rod, původem ze středofranského města Seinsheim v Bavorsku, kde jsou poprvé doloženi v roce 1172. Schwarzenbergové patří mezi prominentní evropské šlechtické rody a hráli významnou roli v české, německé a rakouské historii, neboť dosáhli titulu princů ve Svaté říši římské a knížat a vévodů v Českém království.
V současné době působí především v České a Rakouské republice. Hlavou rodu je Jan Nepomuk III.

## Jméno a vzestup Schwarzenbergů

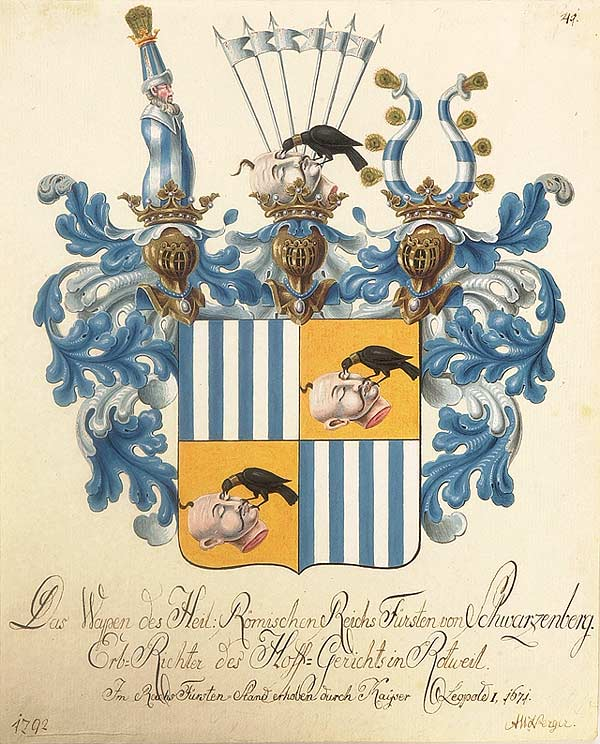
Vyobrazení erbu hraběcího rodu v podobě po roce 1599

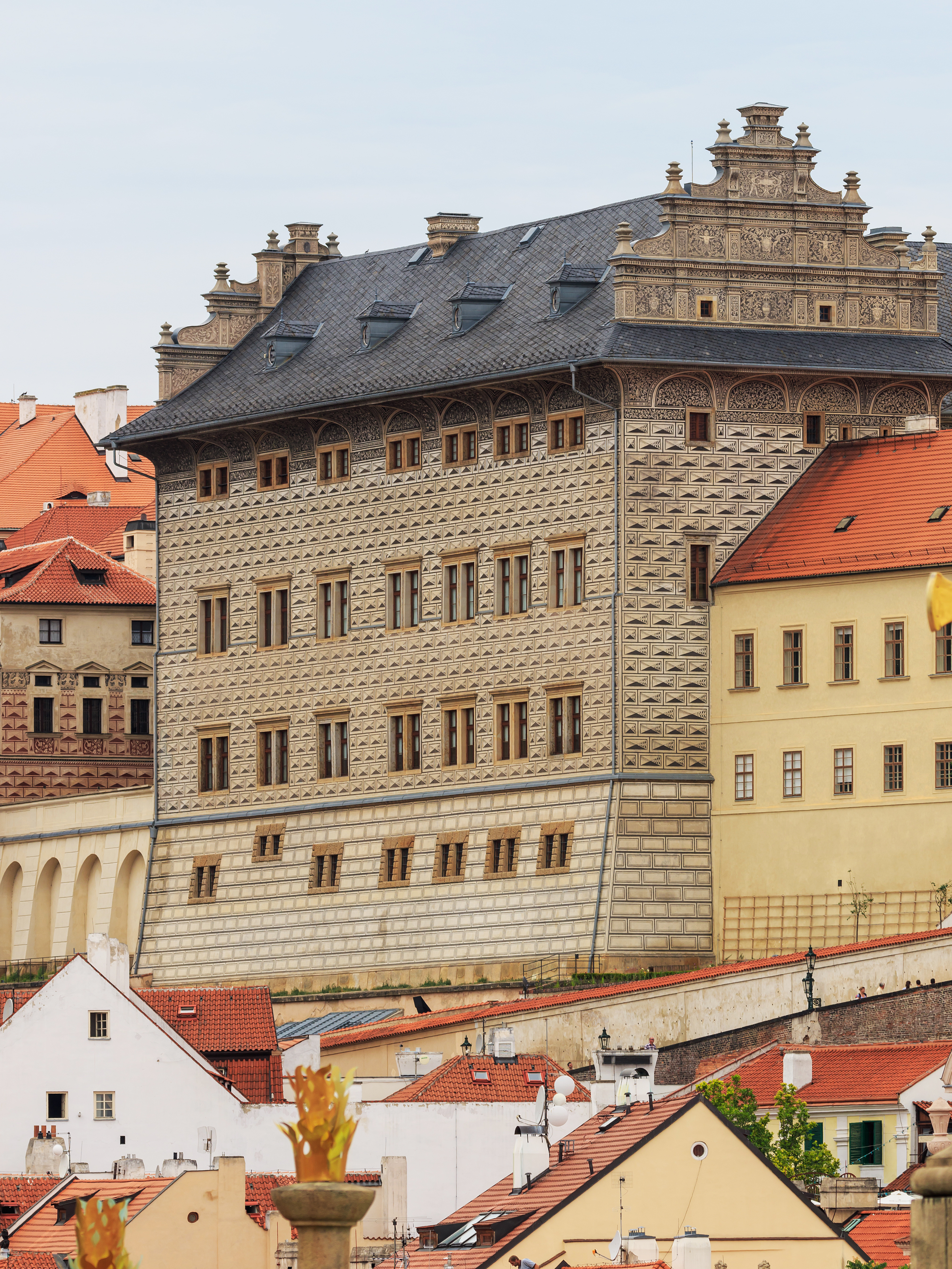
Schwarzenberský palác na Pražském hradě

Erkinger ze Seinsheimu (1362–1437) zakoupil panství Schwarzenberg v dnes bavorském okrese Střední Frankách a začal se psát ze Seinsheimu na Schwarzenbergu (německy von Seinsheim auf Schwarzenberg) a po vynechání prvního jména pak jen ze Schwarzenbergu (německy von Schwarzenberg). V letech 1420–21 se účastnil válečné výpravy proti husitům. Tím jakož i značnými půjčkami získal od krále Zikmunda zástavu měst Žatce, Kadaně a Berouna. Roku 1429 byl povýšen do stavu svobodného pána ze Schwarzenbergu (Freiherr von Schwarzenberg). Po rozmnožení rodu bylo potomstvo rozděleno na několik linií, např. bavorskou, stefansberskou, hohenlandsberskou, lutyšskou, západofrískou a nizozemskou. Mnohé z těchto větví vymřely.
V roce 1599 obdržel Adolf ze Schwarzenbergu za vítězství nad Turky v bitvě u Rábu titul říšského hraběte a polepšení erbu (pole s hlavou Turka, kterému vyklovává oči krkavec).

## Schwarzenbergové včeských zemích
V roce 1654 získali Schwarzenbergové inkolát v Čechách a roku 1670 byl Jan Adolf ze Schwarzenbergu povýšen na říšského knížete (Reichsfürst zu Schwarzenberg) a stal se maršálem. Prvním trvalým majetkem v Čechách bylo panství Třeboň získané roku 1660, dále pak Hluboká nad Vltavou. Kníže Jan Adolf I. navštívil svá panství v dubnu 1661.

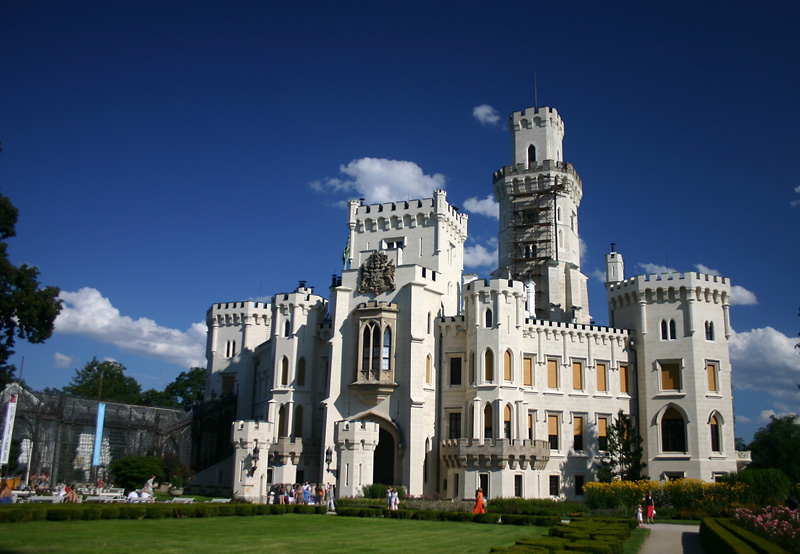
Zámek Hluboká

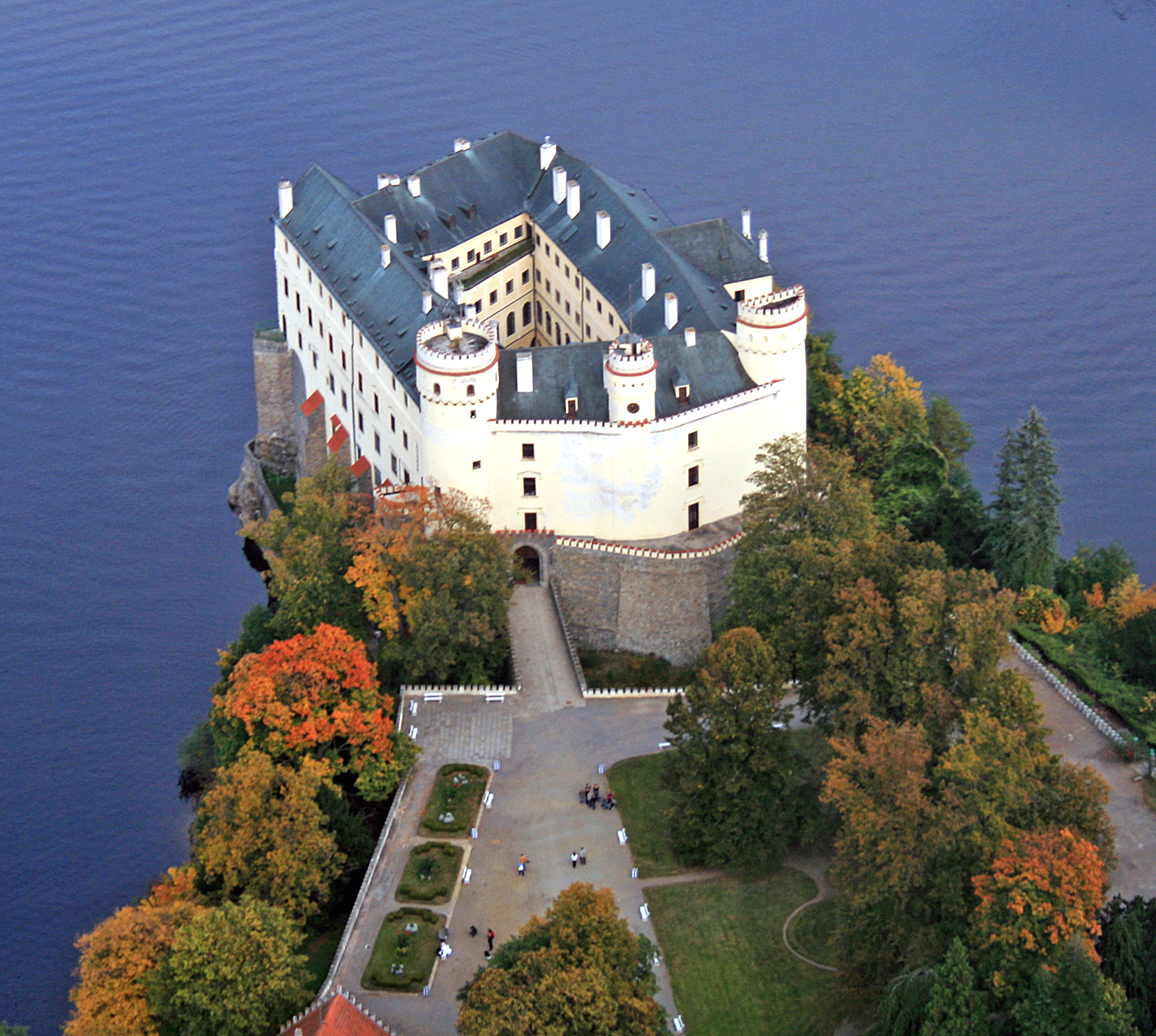
Hrad a zámek Orlík nad Vltavou

Nákupem statků a dědictvím po rodu Eggenbergů vytvořili po roce 1719 Schwarzenbergové postupně rozsáhlou državu v jižních a severních Čechách. Mj. jim patřila města a panství Český Krumlov, Hluboká nad Vltavou, Netolice, Prachatice, Volary, Vimperk, Orlík. Všechen tento majetek v Čechách připojili k územím drženým v Bavorsku, Dolních Rakousích a ve Štýrsku. V roce 1723 získali také titul vévodů z Krumlova.
Diplomat Karel Filip (1771–1820) působil v Petrohradě a Paříži a snažil se odvrátit válku od Rakouska. Jako velitel rakouského sboru doprovázel Napoleona Bonaparte při jeho výpravě do Ruska, avšak když se rakouský postoj k Napoleonovi změnil, stál v roce 1813 v čele spojeneckých vojsk, která jej porazila v Bitvě národů u Lipska. Jako druhorozený syn vládnoucího knížete měl Karel Filip nejprve nárok jen na titul „princ“. Byl však rakouským císařem povýšen na knížete; tak byla založena tzv. schwarzenberská sekundogenitura (2. majorát), jejímž přímým potomkem byl Karel Schwarzenberg, podle rodinné tradice 7. kníže ze Schwarzenbergu z tzv. orlické větve (Schwarzenberg-Orlík).
V 19. století působil kníže Felix ze Schwarzenbergu (1800–1852) z tzv. primogenitury (hlubocko-krumlovská větev) ve funkci rakouského ministerského předsedy a přispěl k potlačení revoluce 1848. Karel III. (1824–1904) se stal zemským i říšských poslancem, patřil k představitelům a tvůrcům programu české konzervativní šlechty a hájil českou otázku. Jeho syn Bedřich Schwarzenberg (1862–1936) pokračoval v otcových vlasteneckých myšlenkách, předsedal Společnosti Národního musea či Národní besedě a České zemědělské radě. Jeho nejstarší syn Karel IV. kníže ze Schwarzenbergu byl taktéž vlastenec, ale byl v mladočeších.
Před 1. světovou válkou vlastnily obě dvě větve rodu (hlubocko-krumlovská a orlická) jen v Čechách 176 146 ha půdy s významným lesním, polním a rybničním hospodářstvím, dále doly, pivovary, cukrovary, pily, cihelny, vápenky a jiné podniky. Tehdy patřili Schwarzenbergové k nejbohatším rodům v celé Evropě. Kromě celkově zhruba 200 tisíc hektarů zemědělské a lesní půdy vlastnil rod více než tucet zámků v Rakousku, Čechách a Německu, kromě toho značné podíly v průmyslových podnicích a v jiných podnikatelských oblastech.V rámci první pozemkové reformy převzal československý stát v roce 1922 postupně 61 000 ha zemědělské a lesní půdy z majetku rodu Schwarzenbergů. V roce 1940 byla na majetek hlubocko-krumlovské a v roce 1942 také orlické větve Schwarzenbergů dosazena německá nucená správa. Po skončení druhé světové války v roce 1945 byl majetek obou větví v Rakousku a Německu rodu vrácen. Členové hlubocko-krumlovské větve Schwarzenbergů, z nichž nejstarší Adolf Schwarzenberg byl v době světové války v exilu v USA a Jindřich Schwarzenberg uvězněn v koncentračním táboře Buchenwaldu, se po válce nemohli do Československa vrátit.
V roce 1947 byl zákonem č. 143/1947 Sb. o převodu vlastnictví majetku hlubocké větve Schwarzenbergů na zemi Českou neboli Lex Schwarzenberg převeden veškerý nemovitý majetek hlubocko-krumlovské větve i s inventářem a provozním kapitálem do vlastnictví státu. Představitel orlické větve Karel VI. ze Schwarzenbergu, který zůstal po dobu války na českém území, musel se svou rodinou opustit Československo koncem roku 1948. Republiku opustil i jeho bratr František Schwarzenberg, který tou dobou pracoval na ministerstvu zahraničí a byl československým velvyslancem u Svatého stolce (ve Vatikánu). Karel VI. ze Schwarzenbergu v exilu oživil činnost českého velkopřevorství Maltézského řádu a zastával funkci velkopřevora Řádu svatého Lazara do roku 1973.
Hlavním představitelem rodu byl donedávna syn knížete Karla VI. Karel Schwarzenberg (jako Karel VII. kníže ze Schwarzenbergu), který byl v roce 1960 adoptován členem hlubocko-krumlovské větve rodu JUDr. Jindřichem Schwarzenbergem. Po Jindřichově smrti a smrti adoptivního strýce Josefa Schwarzenberga v roce 1979 se obě schwarzenberské větve a část jejich původního majetku spojily v osobě Karla Schwarzenberga. Po přesídlení do České republiky v roce 1990 zrestituoval Karel Schwarzenberg majetek orlické větve. Roku 2007 a opět v roce 2010 se stal ministrem zahraničních věcí ČR. Mezi lety 2009 a 2015 předsedal politické straně TOP 09. V roce 2013 kandidoval na funkci prezidenta České republiky, kde skončil jako druhý. Zemřel roku 2023. Po jeho smrti zůstal rod sjednocen pod vedením jeho syna knížete Jana III. Nepomuckého, 13. knížete ze Schwarzenbergu a 18. vévody krumlovského.

## Erb Schwarzenbergů
Tři fáze vývoje:

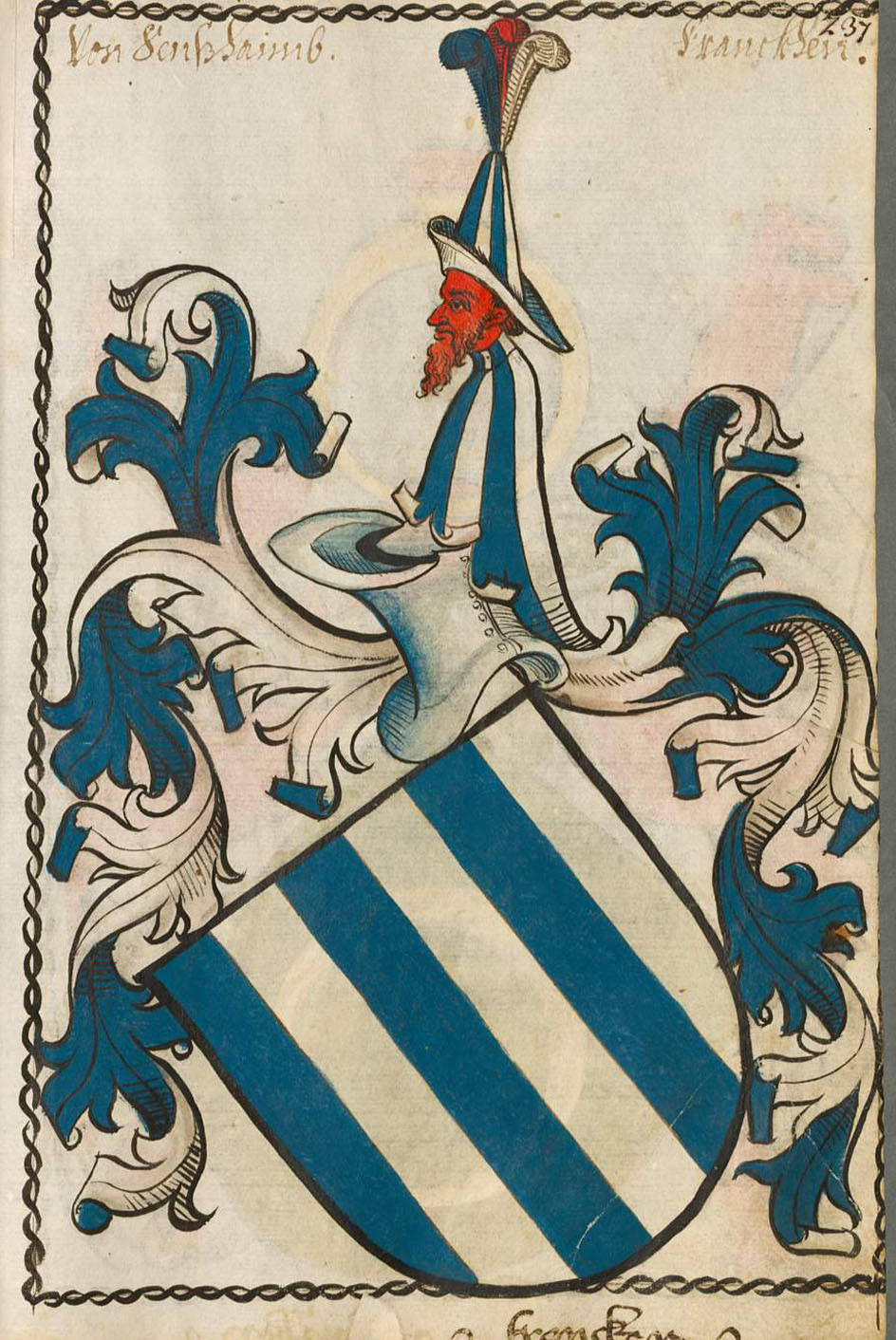
Erb pánů ze Seinsheimu v roce 1450

- 1. Původní erb pánů ze Seinsheimu byl osmkrát stříbrně a modře pruhovaný štít. Rodové barvy stříbrnou (bílou) a modrou můžeme najít např. na čalounění nebo závěsech na zámcích Český Krumlov a Hluboká.
- 2. Po dobytí turecké pevnosti Raab (Győr) v Uhrách 29. března 1598 Adolfem ze Schwarzenbergu (1551–1600) byl císařem Rudolfem II. 5. června 1599 erb polepšen tak, že byl k původnímu erbu pánů ze Seinsheimu přidán znak s hlavou Turka, do které klove krkavec (nikoliv havran – ten není masožravý). Krkavec představuje mluvící znamení, neboť Rabe je německy jak havran tak krkavec. Současně získal vojevůdce Adolf ze Schwarzenbergu i titul říšského hraběte. Zajímavě ztvárněnou podobu heraldické figury krkavce klovajícího do hlavy Turka můžeme najít na klice hlavní brány na zámku Hluboká.
- 3. Koncem 17. století získal schwarzenberský erb podobu, kterou má do současnosti. Roku 1688 došlo totiž k úpravě erbu, který byl polepšen o symboly panství Sulz, Brandis a Klettgau (Kleggau), které připojil Ferdinand Vilém ze Schwarzenbergu (1652–1703) sňatkem (1674) s Marií Annou ze Sulzu.[pozn. 1]
- 4. Orlické větvi byl erb polepšen ještě v roce 1814 jako odměna za vítězství nad Napoleonem. Mezi horní pole byl vsunut císařský erb s mečem.

Popis erbu:
Hlavní štít je čtvrcený. Uprostřed je polcený střední (srdeční) štítek.
- 1. V prvním poli (heraldicky nahoře vpravo) je původní erb pánů ze Seinsheimu - osmkrát střídavě stříbrně a modře pruhovaný štít.
- 2. Ve druhém stříbrném poli (heraldicky nahoře vlevo) jsou tři červené špice symbolizují hrabství Sulz.
- 3. Ve třetím stříbrném poli (heraldicky dole vpravo) je hořící ostrev (větev) představující panství Brandis.
- 4. Ve čtvrtém zlatém poli je krkavec klovající do hlavy poraženého Turka.
- 5. Ve středním červeném štítě vpravo je znak panství Schwarzenberg - věž na černé tříhrbé hoře (německy Schwarzer Berg znamená černá hora).
- 6. Ve středním modrém štítě vlevo jsou tři zlaté snopy – lankrabství Klettgau ve Švábsku. Klettgau (Kleggau) také vyženil kníže Ferdinand, roku 1689 bylo povýšeno na okněžněné lankrabství, po mediatizaci ho za napoleonských válek roku 1812 Schwarzenbergové prodali, titul i erbovní pole jim však nadále zůstaly.[4]
- 7. Jako štítonoši se zřídka objevují dva zlatí lvi.
- 8. Knížecí koruna nad erbem značí knížecí titul, který získal v roce 1670 Jan Adolf I. hrabě ze Schwarzenbergu (1615–1683).
- 9. Devisou Schwarzenbergů je latinské NIL NISI RECTUM (v překladu Nic než právo).[5]

Erb Schwarzenbergů vytvořený z lidských kostí se nachází v kostnici v Kutné Hoře.

## Pohřebiště Schwarzenbergů

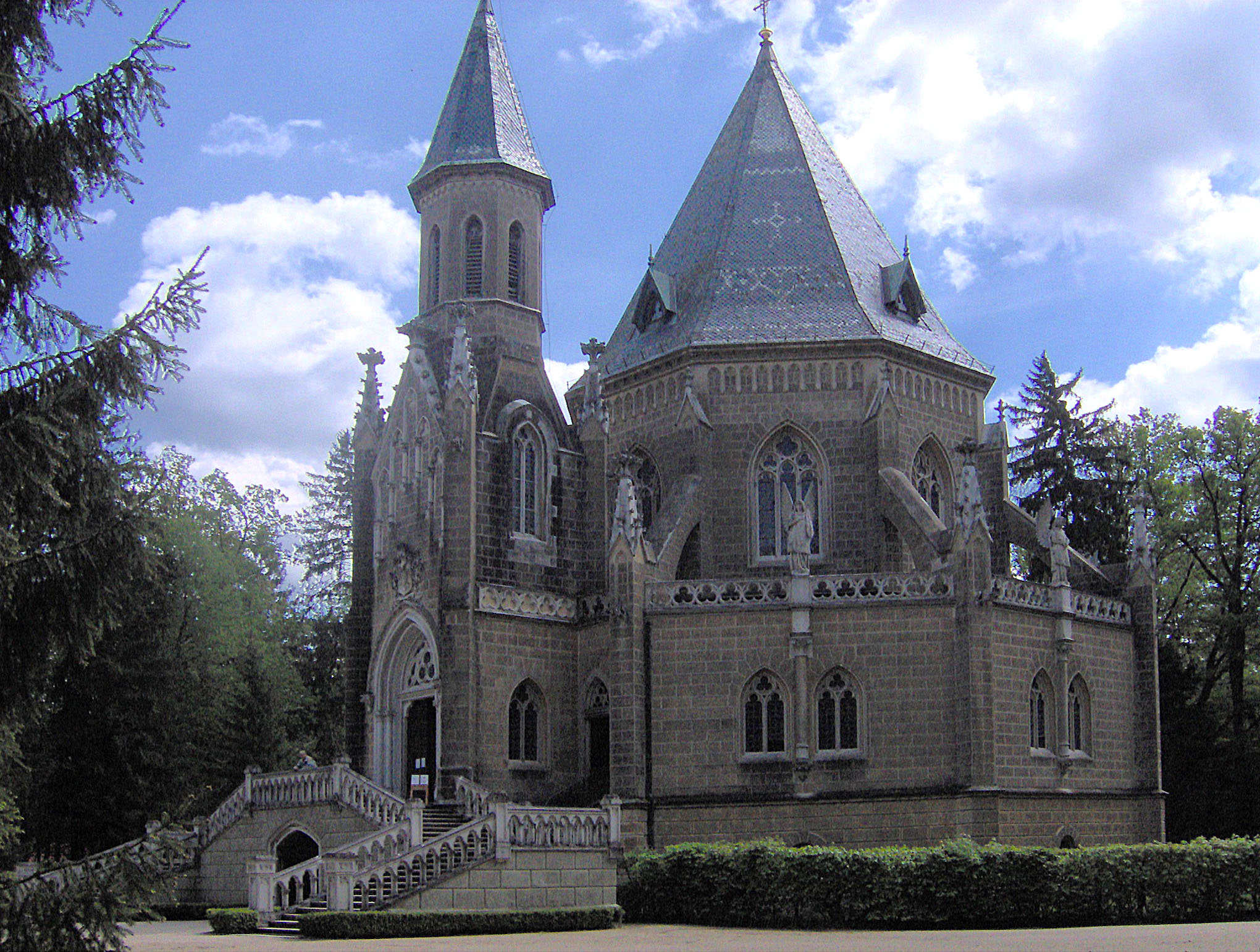
Schwarzenberská hrobka v Domaníně poblíž Třeboně

- Různá pohřebiště v Astheimu, Augsburgu, Mnichově, Norimberku, Římě
- Schwarzenberská rodinná hrobka v kapli sv. Mikuláše Tolentinského v augustiniánském kostele ve Vídni – zřídil ji Jan Adolf I. (1615–1683) v roce 1656. Už v roce 1600 byl pod hlavním oltářem pohřben jeho děd, dobyvatel turecké pevnosti Raab Adolf (1551–1600).[6] V hrobce byl rovněž pohřben Ferdinand Vilém Eusebius ze Schwarzenbergu (1652–1703).
- Schwarzenberská hrobka v kostele sv. Víta v Českém Krumlově – zde byla podle své vůle pochována v kryptě pod kaplí sv. Jana Nepomuckého "upíří princezna" Eleonora Amálie z Lobkovic (1682–1741). V kapli samé po levé straně je schránka na srdce Schwarzenbergů. Byla tam v 7 speciálních schránkách uložena srdce Eleonory Amálie z Lobkovic, jejího chotě Adama Františka ze Schwarzenbergu (1680–1732), který byl omylem zastřelen při lovu císařem Karlem VI.; dále jejich syna Josefa I. Adama (1722–1782), Jana Nepomuka I. (1742–1789), jeho manželky Marie Eleonory z Oettingen-Wallersteinu (1747–1797), tragicky uhořelé Pauliny z Arenbergu (1774–1810) a jejího chotě Josefa II. Jana (1769–1833).
- Hřbitovní kostel svatého Jiljí v Domaníně u Třeboně – od roku 1784, kdy byl zrušen klášter augustiniánů ve Vídni. V letech 1786–1858 zde bylo pohřbených 16 členů rodu.
- Schwarzenberská hrobka v Domaníně u Třeboně z let 1874–1877 – pro hlubocko-krumlovskou větev Schwarzenbergů. Pohřbívalo se v ní od roku 1877 do začátku druhé světové války. V hrobce bylo uloženo 26 rakví. Po válce nový režim hrobku znárodnil.
- Schwarzenberská hrobka v Orlíku nad Vltavou z let 1862–1864 – pro orlickou větev Schwarzenbergů. Byl zde pohřben zakladatel sekundogenitury Karel I. Filip (1771–1820), polní maršálek a vítěz nad Napoleonem v bitvě u Lipska.
- Schwarzenberská hrobka v rakouském Murau v klášterní zahradě kapucínů – od roku 1950. Zde byl pochován JUDr. Adolf Schwarzenberg (1890–1950).

## Rodová posloupnost Schwarzenbergů
- Erkinger I. (1362–1437), zúčastnil se válek proti husitům
- Michal II. († 1469), jeho syn
- Michal III. († 1499), jeho syn
- Erkinger II. († 1518), jeho syn
- Vilém I. (1486–1526), jeho syn
- Vilém II. († 1557), jeho syn (padl roku 1557 v bitvě u St. Quentina)
- Adolf (1551–1600), jeho syn; vojevůdce v době válek s Turky, císařský polní maršálek. Roku 1599 získal tureckou hlavu v erbu a hraběcí titul
- Adam (1583–1641), jeho syn, velmistr Braniborského balivátu Johanitského řádu
- Jan Adolf I. (1615–1683), jeho syn, od roku 1670 kníže, člen řádu Zlatého rouna, 1658 český inkolát, 1660 Třeboňské panství
- Ferdinand Vilém (1652–1703), jeho syn, lidumil, který ve Vídni za moru (1680) i za tureckého obléhání (1683) na vlastní náklady město zásoboval
- Adam František (1680–1732), jeho syn, dědic Eggenbergů, 1723 první vévoda krumlovský z tohoto rodu, od r. 1719 majitel paláce na Hradčanech (zastřelen nešťastnou náhodou císařem Karlem VI.)
- Josef I. Adam (1712–1782), jeho syn (založil Schwarzenberský penzijní fond pro zaměstnance)
- Jan Nepomuk I. (1742–1789), jeho syn (jeho vnuci (děti Josefa II. Jana) byly Marie Eleonora, provdaná Windischgrätzová, Felix a Bedřich)
- Karel I. Filip (1771–1820), jeho syn, generalissimus, jeden z vítězných vojevůdců bitvy národů u Lipska, jeho bratr byl Josef II. Jan
- Karel II. (1802–1858), jeho syn, guvernér Lombardie a Sedmihradska
- Karel III. (1824–1904), jeho syn, poslanec Českého zemského sněmu a Říšské rady
- Karel IV. (1859–1913), jeho syn, poslanec Českého zemského sněmu a Říšské rady
- Karel V. (1886–1914), jeho syn. V roce 1913 zavedl na svém panství Orlík češtinu jako výlučný úřední jazyk.
- Karel VI. (1911–1986), jeho syn, spisovatel, historik a heraldik
- Karel VII. (1937–2023), jeho syn, jako hlava hlubocko-krumlovské primogenitury Karel I., jako hlava orlické sekundogenitury Karel VII., podnikatel, politik, bývalý ministr zahraničí a vicepremiér ČR
- Jan Nepomuk III. (* 1967), jeho syn, jako hlava hlubocko-krumlovské primogenitury Jan Nepomuk III., jako hlava orlické sekundogenitury Jan Nepomuk I., podnikatel, současná hlava rodu (v němž v primogenituře figurovali v minulosti i Jan Nepomuk I. a Jan Nepomuk II.), následníkem je jeho bratranec Ferdinand (příští Ferdinand II. pro primogenituru a Ferdinand I. pro sekundogenituru)

## Rodokmen
Jsou zde uvedeni potomci knížete Jana Nepomuka I. (1742–1789), kteří se rozdělili na větev hlubocko-krumlovskou a orlickou. Pro zjednodušení jsou zde uvedeni výhradně mužští potomci. Tučně jsou označeni hlavní představitelé rodu.
Jan Nepomuk I. (1742–1789), 5. kníže ze Schwarzenbergu, 10. (z tohoto rodu 3.) vévoda krumlovský
- A1. Josef II. Jan (1769–1833), 6. kníže ze Schwarzenbergu, 11. (z tohoto rodu 4.) vévoda krumlovský (1789–1833), zakladatel primogenitury (hlubocko-krumlovská větev)
  - B1. Jan Adolf II. (1799–1888), 7. kníže ze Schwarzenbergu, 12. (z tohoto rodu 5.) vévoda krumlovský (1833–1888)
    - C1. Adolf Josef (1832–1914), 8. kníže ze Schwarzenbergu, 13. (z tohoto rodu 6.) vévoda krumlovský (1888–1914)
      - D1. Jan Nepomuk II. (1860–1938), 9. kníže ze Schwarzenbergu, 14. (z tohoto rodu 7.) vévoda krumlovský (1914-1938)
        - E1. Adolf Jan (1890–1950), 10. kníže ze Schwarzenbergu, 15. (z tohoto rodu 8.) vévoda krumlovský (1938–1950)
        - E2. Karel (1892–1919)
        - E3. Edmund Černov (1897–1932), "černá ovce rodiny"

      - D2. Alois (1863–1937)
      - D3. Felix (1867–1946)
        - E1. Josef III. (1900–1979), 11. kníže ze Schwarzenbergu (1950–1979), poslední mužský příslušník schwarzenberské primogenitury
        - E2. Jindřich (1903–1965), 16. (z tohoto rodu 9.) vévoda krumlovský (1950–1965, poslední ze schwarzenberské primogenitury)

      - D4. Jiří (1867–1952)
      - D5. Karel (1871–1902)

    - C2. Cajus (1839–1941)

  - B2. Felix (1800–1852), rakouský ministerský předseda
  - B3. Bedřich (1809–1885), arcibiskup pražský
- A2. Karel I. Filip (1771–1820), kníže ze Schwarzenbergu, zakladatel sekundogenitury (orlická větev), vojevůdce
  - B1. Bedřich Karel (1800–1870), knížecí hodnost přenechal svému bratrovi
  - B2. Karel II. (1802–1858), kníže ze Schwarzenbergu
    - C1. Karel III. (1824–1904), kníže ze Schwarzenbergu
      - D1. Karel IV. (1859–1913), kníže ze Schwarzenbergu
        - E1. Karel V. (1886–1914), kníže ze Schwarzenbergu
          - F1. Karel VI. (1911–1986), kníže ze Schwarzenbergu
            - G1. Karel (VII. / I.) (1937–2023), 12. kníže ze Schwarzenbergu (1979 2023), 17. (z tohoto rodu 10.) vévoda krumlovský (1965–2023), spojení primo- a sekundogenitury, bývalý ministr zahraničí, kandidát na prezidenta ČR (2013)
              - H1. Jan Nepomuk III. (* 1967), 13. kníže ze Schwarzenbergu, 18. (z tohoto rodu 11.) vévoda krumlovský (od roku 2023)

            - G2. Bedřich (1940–2014)
              - H1. Ferdinand (* 1989), následník knížecího titulu, v roce 2019 uveden ve výběru Forbes 30 pod 30[7]

          - F2. František (1913–1992)
            - G1. Jan Nepomuk (* 1957)
              - H1. Alexandr (* 1984)

        - E2. Arnošt (1892–1979)
        - E3. Josef (1894–1894)
        - E4. Jan Nepomuk (1903–1978), rakouský velvyslanec
          - F1. Erkinger (1933–2022)
            - G1. Jan (* 1963)
            - G2. Alexandr (* 1971)[pozn. 2]
              - H1. Karel Filip (* 2003)

      - D2. Bedřich (1862–1936)

  - B2. Leopold (1803–1873), rakouský maršál

## Majetková držba
- 1658 – Křivoklát, Nižbor, Krušovice (3 panství do zástavy)
- 1660 – Třeboň
- 1661 – (1.10.) Hluboká (koupil Jan Adolf I. ze Schwarzenbergu za 385.000 zlatých od Bartoloměje Solera Marradas y Vique, hraběte ze Sallentu)
- 1719 – Český Krumlov, k němuž náležela ještě panství Netolice, Volary, Vimperk, Orlík, Zvíkov a Chýnov (dědictví po Marii Arnoštce)

## Rytíři Řádu zlatého rouna

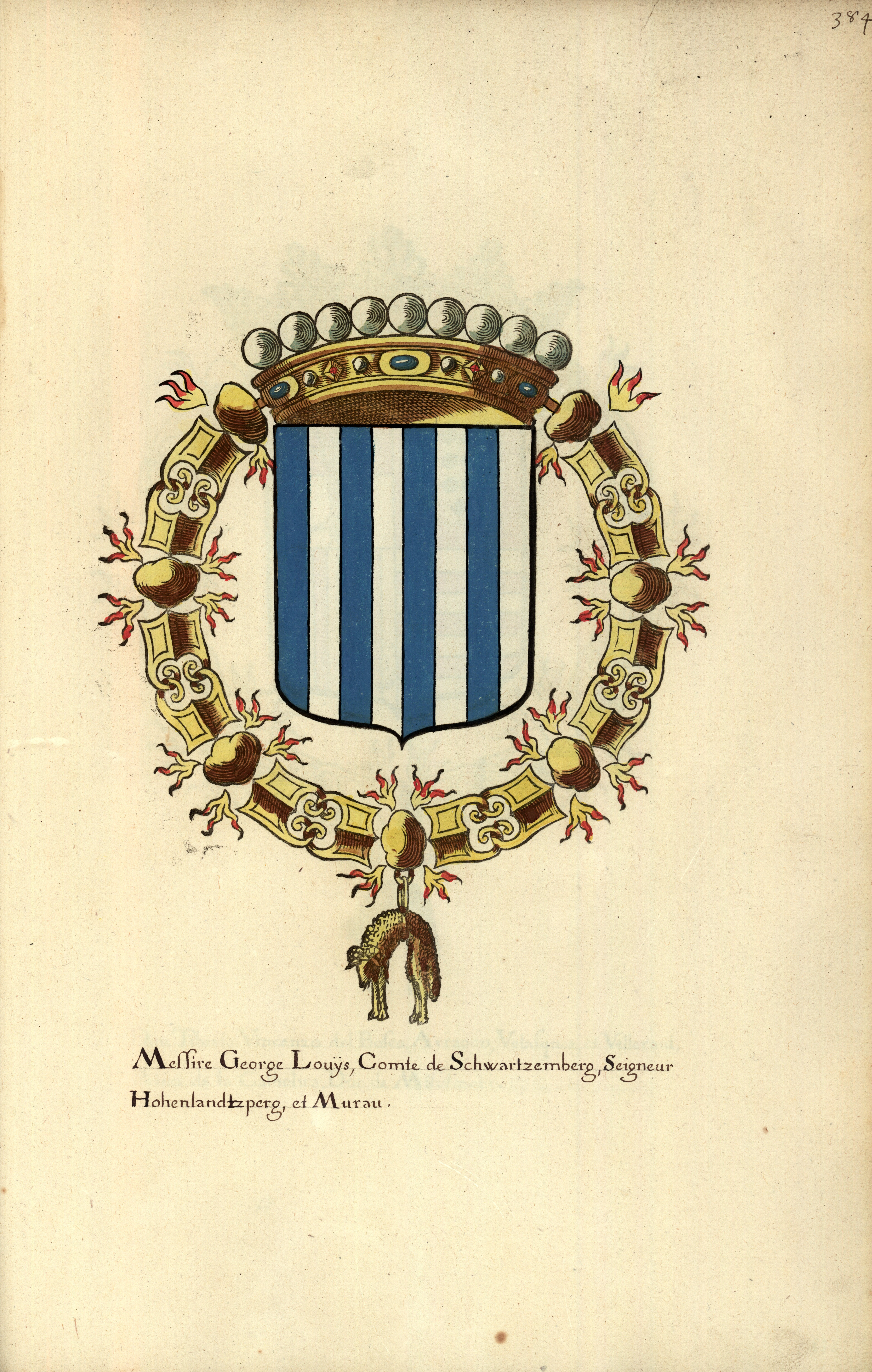
Erb Jiřího Ludvíka, prvního rytíře z rodu Schwarzenbergů.

Řád zlatého rouna je katolický rytířský řád založený v roce 1430 v Bruggách burgundským vévodou Filipem Dobrým u příležitosti oslavy jeho sňatku s Isabelou Portugalskou.
V historii řádu se stalo devatenáct členů rodu Schwarzenbergů rytíři nejvyššího řádu a vyznamenání habsburské říše. Jako první byl do řádu přijat Jiří Ludvík v roce 1627. Nejmladším rytířem se stal Josef I. Adam ze Schwarzenbergu, který byl přijat v pouhých deseti letech, a sice po tragické smrti svého otce Adama Františka. Dvakrát drželi Schwarzenbergové titul doyen, tedy titul nejstarší člena řádu – Josef I. a Jan Adolf II. Velmi vzácné pocty se dostalo polnímu maršálovi Edmundovi, a to tím, že se rytířem řádu stal mladší příslušník, tedy nikoli hlava rodu. To se znovu stalo teprve v případě Ferdinanda Schwarzenberga v roce 2024. Bezmála 68 let vládnoucí rakouský císař František Josef I. přijal do řádu šest Schwarzenbergů.
| Po-řadí | Jméno, poznámka                                     | Portrét | Rok narození | Věk při přijetí do řádu | Pořadové číslo řádového rytíře | Rok přijetí do řádu | Rok úmrtí |
| ------- | --------------------------------------------------- | ------- | ------------ | ----------------------- | ------------------------------ | ------------------- | --------- |
| 1.      | Jiří Ludvík                                         |         | 1586         | 41                      | 365                            | 1627                | 1646      |
| 2.      | Jan Adolf I.                                        |         | 1615         | 35                      | 424                            | 1650                | 1683      |
| 3.      | Ferdinand Vilém                                     |         | 1652         | 36                      | 546                            | 1688                | 1703      |
| 4.      | Adam František                                      |         | 1680         | 32                      | 618                            | 1712                | 1732      |
| 5.      | Josef I., nejmladší rytíř z rodu; doyen             |         | 1722         | 10                      | 680                            | 1732                | 1782      |
| 6.      | Jan Nepomuk I.                                      |         | 1742         | 40                      | 803                            | 1782                | 1789      |
| 7.      | Josef II.                                           |         | 1769         | 39                      | 864                            | 1808                | 1824      |
| 8.      | Karel I.                                            |         | 1771         | 38                      | 874                            | 1809                | 1820      |
| 9.      | Jan Adolf II., doyen                                |         | 1799         | 37                      | 920                            | 1836                | 1888      |
| 10.     | Karel II.                                           |         | 1802         | 50                      | 952                            | 1852                | 1858      |
| 11.     | Edmund, nikoliv hlava rodu                          |         | 1803         | 59                      | 977                            | 1862                | 1873      |
| 12.     | Karel III.                                          |         | 1824         | 57                      | 1050                           | 1881                | 1904      |
| 13.     | Adolf Josef                                         |         | 1832         | 57                      | 1079                           | 1889                | 1914      |
| 14.     | Karel IV.                                           |         | 1859         | 48                      | 1148                           | 1907                | 1913      |
| 15.     | Jan Nepomuk II.                                     |         | 1860         | 55                      | 1180                           | 1915                | 1938      |
| 16.     | Josef III.                                          |         | 1900         | 51                      | 1239                           | 1951                | 1979      |
| 17.     | Karel VI.                                           |         | 1911         | 49                      | 1265                           | 1960                | 1986      |
| 18.     | Karel VII.                                          |         | 1937         | 54                      | 1309                           | 1991                | 2023      |
| 19.     | Ferdinand, v době přijetí do řádu nebyl hlavou rodu |         | 1989         | 35                      | 1358                           | 2024                |           |

## Důležitá data
- 1127 – první zmínka o zakladateli rodu (Siegfried ze Seinsheimu)
- 1599 – říšský hraběcí titul a polepšení erbu - Adolf hrabě ze Schwarzenbergu
- 1646 – vymření rodové linie bavorských Schwarzenbergů
- 1654 – inkolát v Českém království
- 1660 – 1. panství v Čechách (Třeboň - Jan Adolf I. ze Schwarzenbergu)
- 1670 – říšský knížecí titul (Jan Adolf I. ze Schwarzenbergu) - na říšském sněmu mu náleželo 95. místo
- 1688 – polepšení erbu
- 1703 – kníže Ferdinand Vilém Eusebius v závěti ustanovil fideikomis a zřízení 2 rodových větví
- 1719 – dědictví po Eggenbercích (Český Krumlov)
- 1746 – rozšíření knížecího titulu na všechny členy rodu
- 1802 – rozdělení na 2 větve (krumlovsko-hlubockou = primogenitura a orlickou = sekundogenitura)
- 1942 – nucená správa uvalená nacisty na majetek sekundogenitury
- 1947 – Lex Schwarzenberg (zákon č. 143/1947 Sb.)
- 1948 - znárodnění většiny majetku sekundogenitury
- 1979 – obě větve rodu znovu spojeny osobou Karla Schwarzenberga
- 1990 – v České republice restituován majetek sekundogenitury

## Příbuzenstvo
Spojili se s mnoha českými a zahraničními rody, nejčastěji se mezi sebou ženili a vdávali synové a dcery Schwarzenbergů a Lobkowiczů. Jaroslav Lobkowicz je také členem strany TOP 09 jako Karel Schwarzenberg. Dále pak uzavírali sňatky i s Lichtenštejny (např. lichtenštejnské princezny Marie Terezie (1721–1753), manželka knížete Josefa I. ze Schwarzenbergu; Eleonora (1812–1873), manželka Jana Adolfa II. ze Schwarzenbergu a Ida (1839–1921), manželka knížete Adolfa Josefa ze Schwarzenbergu).